# 認知症ライフパートナー
認知症ライフパートナーとは、日本認知症コミュニケーション協議会が認定する民間資格である。

## 概要
認知症やそのケアに関する基本的な知識や技術を身につけ、対象者の心理を理解してアクティビティケアにより、認知症の人の生活を活性化(QOL)する支援をする人のことをいう。認知症ケアに用いるアクティビティは、様々な定義がなされているが、非薬物療法の一種であり、回想法、音楽療法、園芸療法、運動療法、等の様々な活動を通して生活全体を活性化するために行われる諸活動の全体である。
資格については、同協議会の主催する検定試験を受験し合格することが求められる。
検定試験は、基礎検定と応用検定の2種類が存在する。2009（平成21）年から開始された基礎検定は、これまで（2013（平成25）年8月時点）9回、2010年から開始された応用検定がこれまで7回実施されている。

## 類似資格
深刻化する認知症高齢者の増加に対して、認知症のケアに特化したいくつかの資格が登場している。資格の中の主なものとしては、認知症ケア学会の認定する、いわば専門家向けの資格として認知症ケア専門士が存在する。一方で、受験資格を設けていないものとして、認知症ライフパートナーや認知症ケア指導管理士といった資格がある。